# Nazionale maschile under 15 di baseball della Spagna
La nazionale maschile under 15 di baseball spagnola rappresenta la Spagna nelle competizioni internazionali di età non superiore ai quindici anni.

## Piazzamenti

### Europei
- 1979 :  3°
- 1981 :  3°
- 1992 :  2°
- 2000 :  3°
- 2002 :  3°
- 2004 :  2°